# Bryan Lomas
Bryan Nickson Lomas (* 30. Juni 1990 in Kuching) ist ein malaysischer Wasserspringer. Er startet im 10-m-Turmspringen und im 3-m- und 10-m-Synchronspringen.
Er nahm an den Olympischen Spielen 2004 in Athen und 2008 in Peking teil. Im 10-m-Turmspringen schied er auf den Rängen 19 und 26 jeweils im Vorkampf aus.
Lomas nahm 2005 erstmals an den Weltmeisterschaften teil. Im 10-m-Synchronspringen wurde er Zehnter. 2007 in Melbourne und 2009 in Rom startete er im 10-m-Turmspringen. Er belegte die Plätze sieben und zwölf. Erfolgreich lief für ihn das Jahr 2010. Er gewann zwei Medaillen bei den Commonwealth Games, Bronze vom Turm und zusammen mit Yeoh Ken Nee im 3-m-Synchronspringen. Bei den Asienspielen gewann er außerdem drei Medaillen, erneut Bronze vom Turm, Silber im 3-m-Synchronspringen mit Yeoh Ken Nee und Silber im 10-m-Synchronspringen mit Ooi Tze Liang.